# Bing Crosby’s Merrie Olde Christmas
Bing Crosby’s Merrie Olde Christmas – świąteczny program telewizyjny z 1977 roku, z udziałem Binga Crosby’ego i jego rodziny. Został nagrany pięć tygodni przed śmiercią Crosby’ego, a wydany przez jego żonę Kathryn Grant Crosby i wyemitowany na CBS 30 listopada 1977 roku. W programie wystąpili goście specjalni, m.in. Twiggy, David Bowie i Ron Moody.

## Obsada
Rodzina Crosby:
- Bing Crosby
- Kathryn Grant Crosby
- Harry Crosby
- Mary Crosby
- Nathaniel Crosby

Goście specjalni:
- Twiggy jako ona sama / Tiny Tim
- David Bowie jako on sam
- Ron Moody jako Charles Dickens / Ebenezer Scrooge / Fagin / Sir Percival Crosby
- Stanley Baxter jako Hudson / Rose / Leslie Townes Hope
- Chór chłopięcy Trinity